# 张永夫墓
张永夫墓位于江苏省苏州市西南郊吴中区木渎镇灵岩山香山溪北侧，墓旁为灵岩山崇报寺下院。
清朝诗人张永夫（张锡祚，1672-1725年）是“灵岩四诗人”之一，清雍正三年（1725年）52岁时穷饿而死，无子女，由好友料理后事。墓碑为陆缜题“诗人张永夫墓”。同治十三年（1874年）木渎镇济善堂募捐重建。民国时期吴中保墓会吴荫培曾立“再来人之墓”。。1960年3月17日，张永夫墓公布为吴县文物保护单位，行政区划调整后改为苏州市文物保护单位。